# Henk-Jan Zwolle
Henk-Jan Zwolle (Enschede, 30 november 1964) is een voormalig Nederlandse roeier. Hij nam driemaal deel aan de Olympische Spelen en won hierbij in totaal twee medailles.

## Levensloop
Zwolle begon zijn roeicarrière bij de Zwolsche roei en zeilvereniging. Toen hij in Amsterdam ging studeren werd hij lid van de R.S.V.U. Okeanos
Zwolle nam voor het eerst deel aan de Spelen van 1988 waar hij zonder succes uitkwam in het nummer skiff. Vier jaar later won hij, samen met verenigingsgenoot Nico Rienks, de bronzen medaille in de dubbel twee op de Spelen van 1992. Zijn grootste succes behaalde hij op de Spelen van 1996 waar hij een gouden medaille won als lid van de Holland Acht.
Zwolle studeerde bewegingsfysiologie. Hij is sinds oktober 1998 getrouwd met roeister Tessa Appeldoorn.

## Titels
- Olympisch kampioen (acht met stuurman) - 1996

## Palmares

### roeien (skiff)
- 1988: 12e OS in Seoel - 7.44,92
- 1989: 9e WK in Bled - 7.14,90
- 1990: 11e Wereldbeker II in Mannheim - 6.56,61
- 1990: 8e Wereldbeker IV in Amsterdam - 6.56,61
- 1991: 11e Wereldbeker II in Piediluco - 7.56,20

### roeien (dubbel twee)
- 1987: 8e WK in Kopenhagen - 7.13,52
- 1991:  WK in Wenen - 6.06,14
- 1992:  OS in Barcelona - 6.22,82

### roeien (dubbel vier)
- 1982: 6e WK junioren in Piediluco - 4.41,63
- 1986: 5e WK in Nottingham - 5.53,62
- 1993: 7e WK in Račice - 5.52,13

### roeien (acht met stuurman)
- 1994:  WK in Indianapolis - 5.25,10
- 1995:  WK in Tampere - 5.55,54
- 1996:  OS in Atlanta - 5.42,74

Nico Rienks · 
Henk-Jan Zwolle
Michiel Bartman · 
Ronald Florijn · 
Koos Maasdijk · 
Nico Rienks · 
Diederik Simon · 
Niels van Steenis · 
Niels van der Zwan · 
Henk-Jan Zwolle · 
Jeroen Duyster (stuurman)
1900: Carr & DeBaecke & Exley & Geiger & Hedley & Juvenal & Lockwood & Marsh & Abell ·
1904: Cresser & Gleason & Schell & Flanagan & Armstrong & Lott & Dempsey & Exley & Abell ·
1908: Gladstone & Kelly & Johnstone & Nickalls & Burnell & Sanderson & Etherington-Smith & Bucknall & Maclagan ·
1912: Burgess & Swann & Wormald & Horsfall & Gillan & Garton & Kirby & Fleming & Wells ·
1920: Jacomini & Graves & Jordan & Moore & Sanborn & Johnston & Gallagher & King & Clark ·
1924: Carpenter & Kingsbury & Lindley & Miller & Rockefeller & Sheffield & Spock & Wilson & Stoddard ·
1928: Stalder & Brinck & Frederick & Thompson & Dally & Workman & Caldwell & Donlon & Blessing ·
1932: Salisbury & Blair & Gregg & Dunlap & Jastram & Chandler & Tower & Hall & Graham ·
1936: Morris & Day & Adam & White & McMillin & Hunt & Rantz & Hume & Moch ·
1948: I. Turner & D. Turner & Hardy & Ahlgren & Butler & Brown & Smith & Stack & Purchase ·
1952: Shakespeare & Fields & Dunbar & Murphy & Detweiler & Proctor & Frye & Stevens & Manring ·
1956: Charlton & Wight & Cooke & Beer & Esselstyn & Grimes & Wailes & Morey & Becklean ·
1960: Rulffs & Schröder & F. Schepke & K. Schepke & von Groddeck & Hopp & Bittner & Lenk & Padge ·
1964: J. Amlong & T. Amlong & Budd & Clark & Cwiklinski & Foley & Knecht & Stowe & Zimonyi ·
1968: Meyer & Schreyer & Henning & Hottenrott & Ulbricht & Hirschfelder & Siebert & Ott & Tiersch ·
1972:  Hurt & Veldman & Joyce & Hunter & Wilson & Earl & Coker & Robertson & Dickie ·
1976: Baumgart & Döhn & Klatt & Lück & Wendisch & Kostulski & Karnatz & Prudöhl & Danielowski ·
1980: Krauß & Koppe & Kons & Friedrich & Doberschütz & Karnatz & Dühring & Höing & Ludwig ·
1984: Turner & Neufeld & Evans & Main & Steele & Evans & Crawford & Horn & McMahon ·
1988: Maennig & Möllenkamp & Mellinghaus & Schultz & Wessling & Eichholz & Domian & Rabe & Klein ·
1992: Wallace & Robertson & Forgeron & Barber & Marland & Rascher & Crosby & Porter & Paul ·
1996: Zwolle & Simon & Bartman & Maasdijk & Van der Zwan & Van Steenis & Florijn & Rienks & Duyster ·
2000: Lindsay & Hunt-Davis & Dennis & Attrill & Grubor & West & Scarlett & Trapmore & Douglas ·
2004: Read & Allen & Ahrens & Hansen & Deakin & Beery & Hoopman & Volpenhein & Cipollone ·
2008: Light & Rutledge & Byrnes & Wetzel & Howard & Seiterle & Kreek & Hamilton & Price ·
2012: Adamski & Kuffner & Johannesen & Reinelt & Schmidt & Müller & Mennigen & Wilke & Sauer ·
2016: Durant & Ransley & Triggs Hodge & Gotrel & Reed & Bennett, Langridge & Satch & Hill ·
2020: Mackintosh & Bond & Murray & Brake & Williamson & Wilson & Kirkham & Macdonald & Bosworth ·
2024: Bolding & Carnegie & Gibbs & Ford & Dawson & Elwes & Digby & Rudkin & Brightmore